# Districtul Bélapátfalva
Bélapátfalva (în maghiară Bélapátfalvai járás) este un district în județul Heves, Ungaria.
Districtul are o suprafață de 180,89 km2 și o populație de 8.870 locuitori (2013).